# Västerfärnebo kyrka
Västerfärnebo kyrka tillhör Västerås stift och ligger mitt i orten Västerfärnebo. Västerfärnebo är den största av två kyrkor i Västerfärnebo-Fläckebo församling.

## Beskrivning
Västerfärnebo kyrka är av medeltida ursprung, men nuvarande exteriör, en korskyrka med centraltorn, tillkom vid om- och tillbyggnad 1767–1770. Fasadmurarnas nedre två tredjedelar har spritputsats och avfärgats gula, den övre tredjedelen och tornet slätputsats och vitkalkats. I de rundbågiga fönsteröppningarna sitter gjutjärnsfönster målade i ärggrön nyans. Ingångarna i norr, väster och söder har höga 1700-talsdörrar som senare kopparbeslagits. I tornet sitter parvisa, tjärade ljudluckor. På yttertaken ligger falsad kopparplåt.
Kyrkorummets västra del och koret är täckta med medeltida stjärnvalv, medan korsmitten och korsarmarna från 1767–1770 täcks med kryssvalv. Valvens och väggarnas putsytor är slätputsade och har sedan 1934 en gråvitskiftande avfärgning. Genomgående ligger lackade brädgolv. Bänkinredningen har spegelindelade, gröna fasader.

## Byggnadshistorik
Västerfärnebo kyrka uppfördes troligen omkring 1300, från början en rektangulär gråstenskyrka med trätunnvalv över kyrkorummet. Murade valv slogs på 1400-talet. 
I mitten av 1700-talet var kyrkan i dåligt skick, dessutom otillräcklig för socknens växande befolkning. En stor utbyggnad skedde därför 1767–1770, då den medeltida kyrkans långväggar bröts upp, för att få korsarmar mot norr och söder. 
År 1866–1867 ersattes takens spåntäckning med falsad järnplåt från Surahammars Bruk, målad med svart oljefärg. Vid stor yttre renovering 1880 fick kyrkan sina alltjämt befintliga fönster i gjutjärn. 
Maj 1890-1891 genomgick kyrkan en inre restaurering. Bägge läktarna ombyggdes, ny altarring och bänkar tillverkades, kyrkorummets brädgolv och huvuddelen av inredningssnickerierna. De tillkom efter handlingar av arkitekt Carl Fredrik Ekholm, Stockholm. Byggmästare var J. O. Borgholm. Restaureringen med ny orgel kostade 20 000 kr.
Vid nästa förnyelse, 1934 efter program av arkitekt Einar Lundberg, tillkom korets glasmålningar, bänkfasaderna och nuvarande, gråvit färgsättning på valv och väggar. 
1959–1960 täcktes hela kyrkans tak med kopparplåt (som ersatte järnplåten från 1866–1867).
Senaste fasadrenoveringarna skedde 1967 och 1997, båda gånger med i stort sett samma färgsättning som förut. Fönster, luckor och ytterdörrar genomgick stor renovering 2018–2019, efter handlingar upprättade av Svensk Klimatstyrning AB i Kolbäck. 

## Inventarier
Kyrkans dopfunt av kalksten är från 1200-talet. 
Altarskåpet tillverkades i Antwerpen cirka 1500. Dess mittparti har omkring 50 gestalter skulpterade i ek. 
Äldsta predikstolen byggdes på 1630-talet. Den var försedd med snidade apostlar, vilka idag förvaras på Nordiska museet.
Nuvarande predikstol är från 1824, tillverkad av Johan Petter Milenius från Kumla, efter ritningar C G Blom Carlsson. 1934 fick predikstolen nytt ryggstycke med solkors.
Äldsta ljuskronan från 1689 hänger i koret.
En altartavla i ek skänkt på 1400-talet av domprosten, senare biskopen i Västerås Otto Olavi Svinhufvud (biskop 1501-1522) med sniderier föreställande tilldragelser ur Jesu liv.

## Orglar
Kyrkan hade ett gammalt orgelverk som togs ner när kyrkan byggdes ut 1767.

### Läktarorgeln
Nuvarande orgel, med fasad i nygotisk stil, byggdes 1891 av E. A. Settequist & Son och renoverades 1934 av A. Magnussons Orgelbyggeri AB. Hela pipverket, med undantag för Trumpet 8' som nytillverkades, behölls vid ombyggnaden. Dock ersattes den ursprungliga mekaniken och väderlådorna.
| Manual I (C-g3)     | Manual II (C-g3)          | Pedal (C-f1)            | Koppel   |
| ------------------- | ------------------------- | ----------------------- | -------- |
| Borduna 16'         | Liebl. Gedackt 16' (1934) | Subbas 16'              | I/P      |
| Principal 8'        | Violinprincipal 8'        | Ekobas 16' (1934) (tr.) | II/P     |
| Flûte harmonique 8' | Rörflöjt 8'               | Violoncello 8'          | II/I     |
| Gamba 8'            | Salicional 8'             | Basun 16'               | I 4'/I   |
| Oktava 4'           | Violin 8' (1934)          |                         | II 16'/I |
| Oktava 2'           | Voix céleste 8' (1934)    |                         | I 16'/I  |
| Cornett 3 chor      | Flûte octaviante 4'       |                         |          |
| Trumpet 8' (1934)   | Waldflöjt 2'              |                         |          |
|                     | Corno 8'                  |                         |          |
|                     | Tremolo                   |                         |          |
|                     | Crescendosvällare         |                         |          |

Två fria kombinationer, piano, mezzoforte, forte, tutti, utlösare, automatisk pedalväxling och registersvällare.

### Kororgeln
Kororgeln byggdes 1991 av Robert Gustavsson Orgelbyggeri AB.
| Manual (C-g3) | Pedal (C-d1) | Koppel  |
| ------------- | ------------ | ------- |
| Trägedackt 8' | Subbas 16'   | Man/Ped |
| Fugara 8'     |              |         |
| Principal 4'  |              |         |
| Täckflöjt 4'  |              |         |
| Octava 2'     |              |         |
| Quinta 1 1/3' |              |         |
| Sedecima 1'   |              |         |

## Bildgalleri

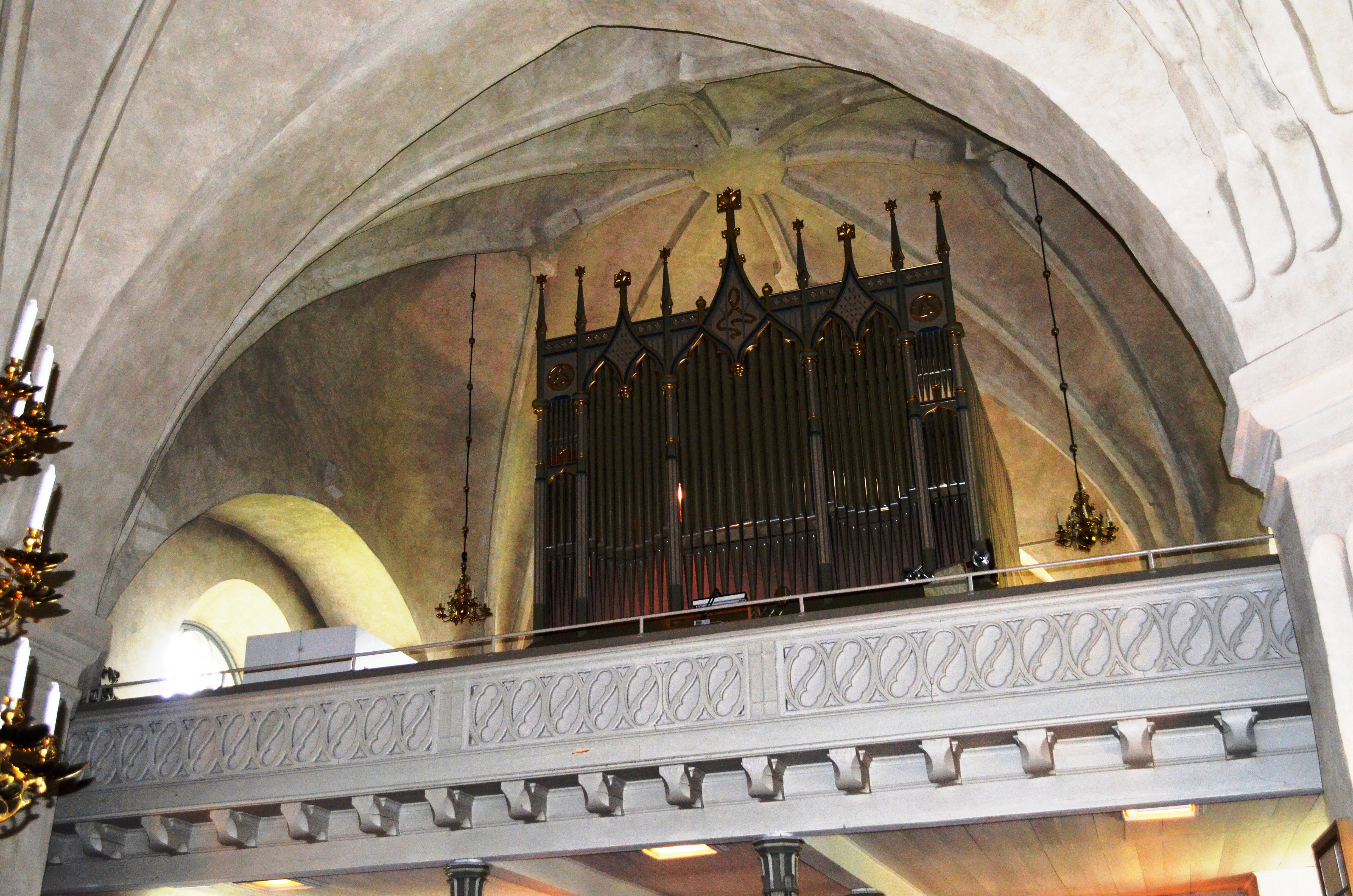
Orgelläktaren
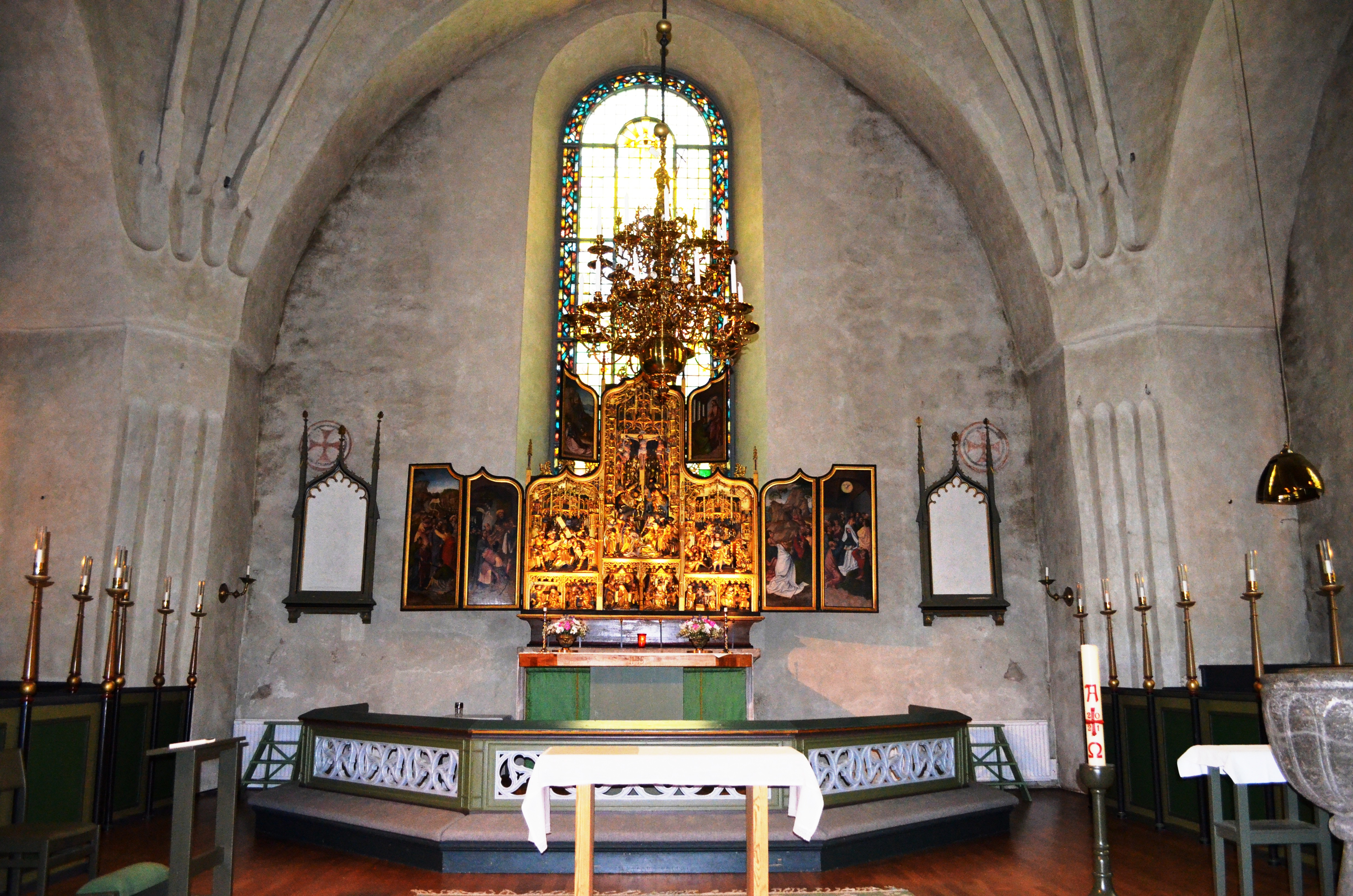
Altaret
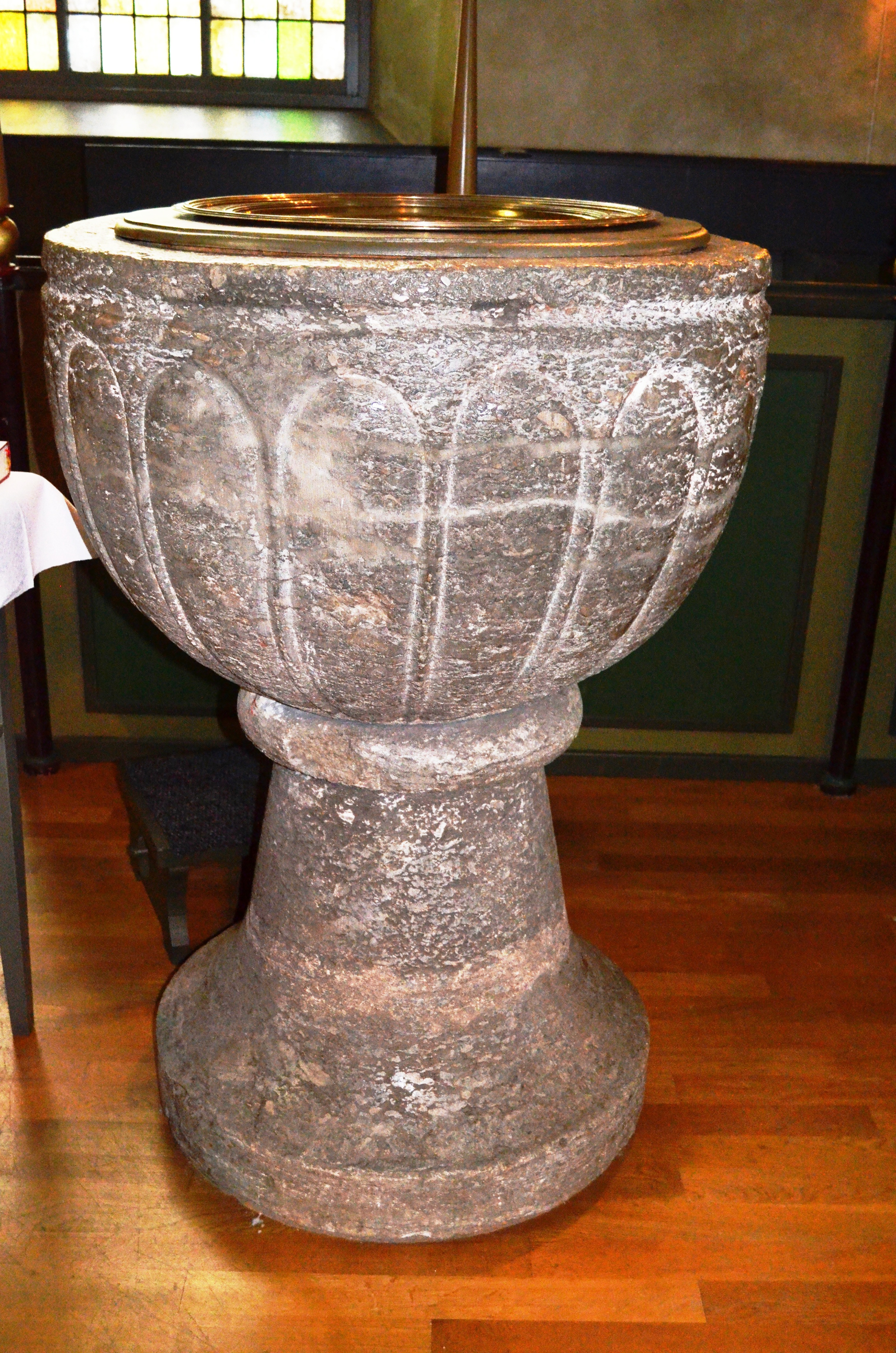
Dopfunten
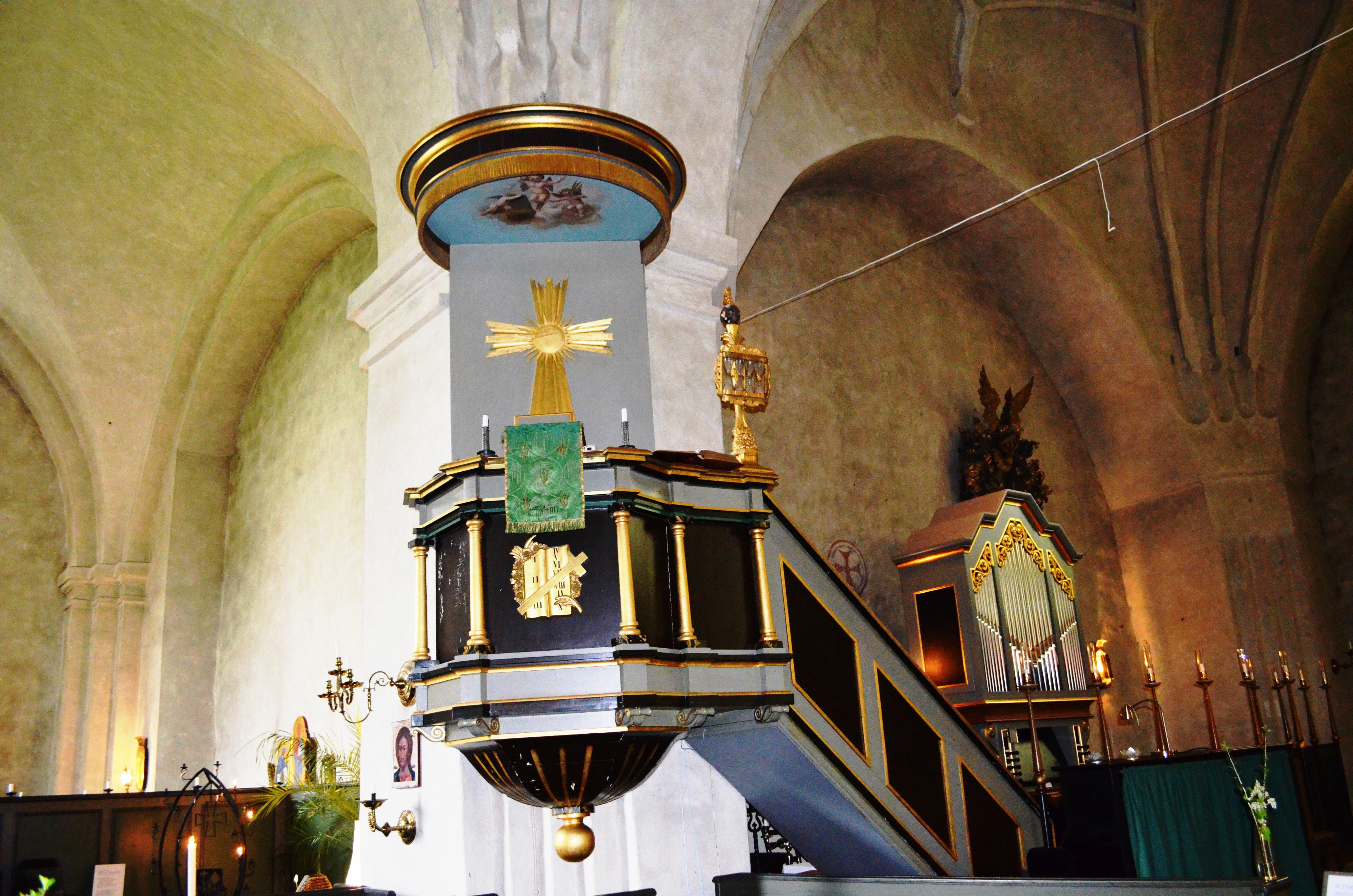
Predikstolen
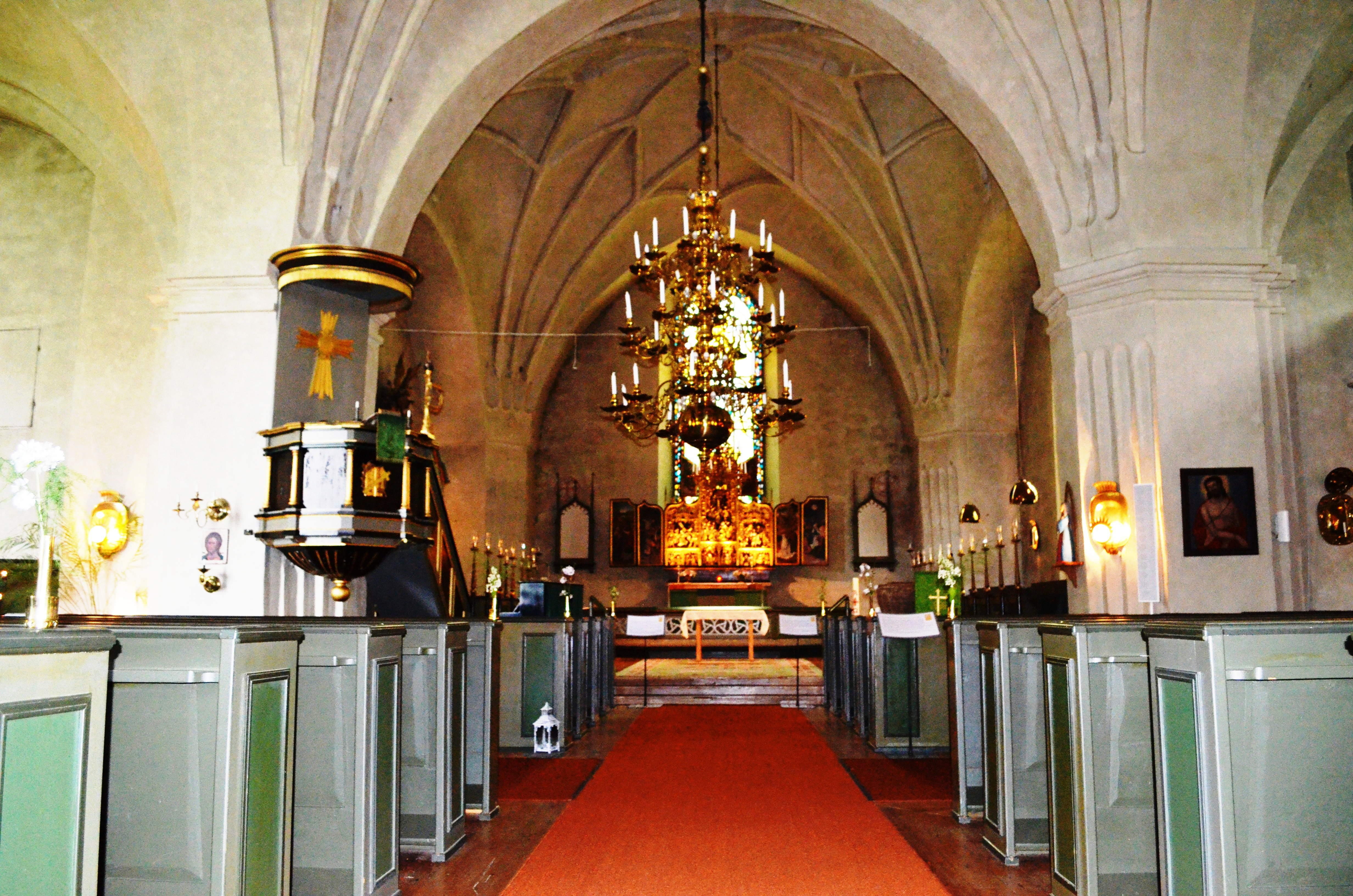
Kyrksalen

### Webbkällor
- Västmanlands kommuner och landsting
- Kyrkor i Västmanland, Svenska kyrkan (välj PDF för Västerfärnebo kyrka)